# 오릴리아와 블루 문

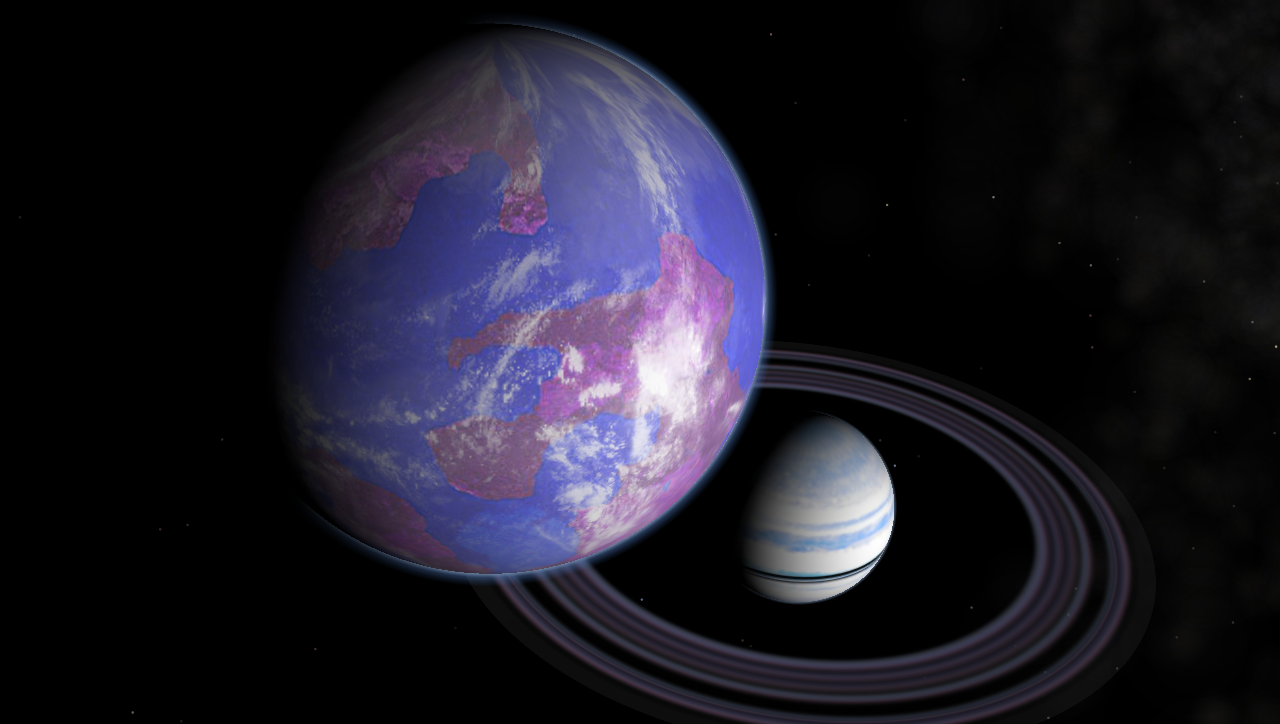
블루 문의 개념도. 셀레스티아를 이용하여 작성되었다.

오릴리아(Aurelia)와 블루 문(Blue Moon)은 외계 생명체가 살고 있는 행성과 위성을 상상하여 표현한, 가상 천체의 이름이다. 이들은 내셔널 지오그래픽이 섭외한 미국, 영국 과학자들과 TV 방송국 블루 웨이브 프로덕션(Blue Wave Productions Ltd.)의 협동 작업으로 만들어졌다. 제작진은 외계 생명체가 있을 법한 환경 및 그들이 밟는 진화 과정을 구성하기 위해 강착 이론, 기후학, 우주생물학 이론 등을 사용했다. 이 프로그램은 과학 소설과 과학적 사실의 경계를 허물었다는 평가를 받고 있다.

## 방송
오릴리아와 블루 문은 영국 채널 4에서 2부작으로 외계 세계(Alien Worlds)라는 이름으로 방송되었다. 채널 4는 이 작품의 DVD도 출시했다. 외계 세계는 이후 내셔널 지오그래픽 채널에서 외계(Extraterrestrial)라는 이름으로 다시 방영되었다.

### 1부작
1부작은 우리 은하의 변두리에 있는, 적색 왜성을 도는 지구와 비슷한 크기의 외계 행성 오릴리아에 대해 다루고 있다. 이 행성은 비교적 최근에 발견된 외계 행성 글리제 581c와 비슷하다. 2부작은 블루 문으로 불리는 한 위성에 대해 다루고 있다. 이 위성의 모행성은 쌍성계 내에 있는 거대 가스 행성이다.

## 이론적 근거
1989년 태양계 바깥 행성에 우리가 알고 있는 형태의 생명체가 살기 위해 필요한 조건이 처음으로 논의되었다. 현재 해당 조건을 만족시키기 위해서 행성은 어머니 항성 주위에 형성된 좁은 생명체 거주가능 영역 내를 공전하고 있어야 하는 것으로 알려져 있다.
펄사 주위를 도는 행성들을 제외하고, 지금까지 발견된 외계 행성들 중 질량이 가장 작은 천체는 글리제 581c이다. 이 행성은 지구 질량보다 크며 적색 왜성 글리제 581을 돌고 있다.
현재 관측 기술로 평범한 항성 주위를 도는, 글리제 581c보다 질량이 작은 행성을 찾는 수준에는 이르지 못하고 있다. 지구 질량 정도 행성을 찾기 위해 미국 항공우주국은 지구형 행성 탐사기를 2014년까지 쏘아 올리기로 계획했으나, 2007년 1월 31일 미 하원은 의회 결의안 20에 의거 예산액을 제한했으며 2월 14일 미 상원은 프로그램을 취소시켰다.
지구형 행성 탐사 계획 취소 이전, 천체물리학자들은 지구와 비슷한 외계행성 탐사를 위한 망원경 설치에 적합한 장소를 물색해 왔다. 이러한 외계행성을 거느릴 후보로는 태양과 비슷한 황색 왜성들이 있다. 이들은 적색 왜성에 비해 개체수가 적으며 청색 거성들에 비해 어둡고 질량이 작으며 반지름이 작다. 홀로 있는 태양과는 달리, 항성들의 4분의 1은 두 개 이상의 별로 이루어진 항성계로 생각되며, 이들 중 10퍼센트는 세 개 이상의 별로 이루어져 있다. 그러므로 생명체는 이러한 다중성계에서도 생겨날 수 있는 것으로 가정하는 것이 합리적이다. 이러한 예상은 장래 실행될 지구형 행성 탐사 망원경의 배치에 쓸모있는 개념이 될 것이다.

## 오릴리아
오릴리아는 적색 왜성 주위를 돌고 있는 질량이 작은 지구형 행성이다. 이들의 어머니 항성인 적색 왜성은 수소를 느리게 태우기 때문에 아주 오래 살며, 주변을 도는 행성의 생명체들이 진화하는 데 필요한 시간을 넉넉하게 제공한다.
적색 왜성은 어둡고 에너지를 적게 방출하기 때문에, 지구 정도의 온도가 형성되기 위해서는 가상 행성은 적색 왜성에 가까이 붙어서 공전을 해야 한다. 이렇게 가까이 붙어 있기 때문에 항성의 조석력에 의해 가상 행성은 한쪽 면이 항성만을 바라보는 조석 고정 상태가 된다. 이는 마치 달이 지구에게 한 쪽만을 보이는 것과 같다. 이를 기술적으로 표현하면, 가상 행성의 1 항성일은 그 행성의 1년과 같다
전통적인 이론에 따르면 이처럼 행성이 항성을 향해 한 쪽만을 향하고 있는 경우 대기를 지니고 있기 어려울 것으로 보았다. 자전 속도가 느리기 때문에 자기장 또한 약할 것이며 어머니 항성에서 뿜어져 나오는 항성풍을 제대로 막지 못할 것으로 보고 있다.(희귀한 지구 가설을 볼 것)
과학자들은 전통적인 이론을 대입하여 가상 행성이 원시 행성계 원반에서 탄생한 뒤 죽을 때까지를 모형으로 만들어 이런 행성의 대기가 어떻게 형성이 되는지를 구성해 보았다. 그 결과 지구에 비해 불안정하기는 하나, 대기를 잃지는 않는 것으로 결론을 얻게 되었다. 오릴리아의 밤의 반구는 영원히 얼음에 뒤덮여 있고, 항성을 바라보는 반구는 해가 지지 않는 영원한 낮이 계속된다. 밤의 반구에는 쉬지 않고 비를 뿌리는 막대한 규모의 허리케인이 존재한다. 이 행성에서 생명체가 살고 있는 지역은 이 밤과 낮의 중간 지대이다.
중간 지대는 허리케인의 강수가 유입되어 소택지와 삼각주들이 형성되어 있다. 오릴리아의 생명체들 및 생태계 모델은 지구의 그것에 기반을 두고 있다. 과학자들은 적색 왜성은 생태계가 진화할 수 있는 시간을 넉넉하게 주기 때문에, 이들 생명체는 주변 환경에 잘 적응해 있을 것이라고 한다. 이들은 대부분의 외계 생명체들은 지구 생명체들처럼 탄소 기반 생명체라고 주장한다.
대체생화학을 주장하는 사람들은 이를 탄소 배타주의이라고 비판한다. 그러나 탄소는 다른 어떤 원소들보다도 유연한 물질로 생명체의 진화가 빠른 속도로 이루어질 수 있게 한다.
이러한 탄소기반 가설에 기반하여 제작진은 오릴리아에 서식하는 동물 및 식물들 중 일부는 자가영양생물이라고 가정하고 있다. 이들은 스팅어 팬이라는 이름을 갖고 있으며 외형은 식물과 유사하다. 스팅어 팬은 심장을 다섯 개 지니고 있으며 움직이지 못한다. 잎은 부채 비슷하게 생겼으며 적색 왜성이 뿜는 빛을 이용하여 당을 생산하는 데 이용된다. 스팅어 팬의 심장은 이렇게 생산된 당을 몸 전체로 공급하는 역할을 한다.
머드포드라는 생명체는 비버와 영원 중간 형태이며 달팽이 비슷한 눈을 지녔고, 스팅어 팬을 먹고 산다. 걸포그라는 생명체는 머드포드를 먹는 포식자이며 에뮤 비슷하게 생겼다. 마지막으로 히스테리아라고 불리는, 올챙이 비슷하면서도 피라니아의 속성도 갖고 있는 생명체가 등장한다. 이들은 집단으로 행동하면서 다른 생명체를 마비시킨 뒤 잡아먹는다.
이 행성의 생명체들은 변덕스러운 어머니 항성의 플레어에 적응되어 있다. 적색 왜성은 불안정하며 가끔 강력한 플레어를 뿜는다. 이러한 극심한 자외선 복사는 탄소기반 생명체들에게 치명적으로, 마치 원자폭탄의 방사능에 의해 유기체 조직이 파괴되는 것과 유사하다. 다만 이러한 플레어 폭발은 젊은 적색 왜성들에게서 주로 일어난다. 적색왜성계의 생명체 거주가능성을 참고하세요.

## 블루 문
블루 문은 앞의 오릴리아와는 판이하게 다른 환경을 지니고 있다. 블루 문은 행성이 아니라 지구 질량의 1천 배(목성 질량의 약 3배)에 이르는 거대한 가스 행성 주위를 도는 외계 위성이다. 블루 문의 어머니 행성은 목성처럼 암모니아의 구름으로 덮여 있지 않고, 물의 구름으로 덮여 있는 가스 행성이다. 이 가스 행성은 쌍성계 내를 돌고 있다. 블루 문의 질량은 지구와 비슷하나, 대기의 농도는 더 짙어 대기압은 지구의 약 세 배 정도이다. 짙은 대기 때문에 이 위성에 사는 생명체들은 하늘을 자유롭게 날아다닐 수 있다.
블루 문이 지구와 다른 또 다른 점이라면, 극관이 없다는 것이다. 대기가 두텁기 때문에 위성 전체는 따뜻한 온도가 유지되기 때문이다. 이 위성의 대기에는 이끼와 해조류 비슷한 생명체들이 무리지어 안개 비슷한 모습을 형성하며 떠 있고, 이는 하늘을 나는 고래 비슷한 생명체의 먹이가 된다.
블루 문의 대기는 지구보다 짙기 때문에 지구보다 거대한 생명체가 하늘을 날 수 있게 한다. 고래 비슷한 하늘을 나는 거대 생물 스카이훼일은 바다에서 올라와 육상 생물로 진화한 것으로 나온다. 대기 중 산소가 많기 때문에 이들은 강한 근력을 지니고 있으며 10미터에 이르는 날개를 갖고 평생동안 하늘을 날아다닐 수 있다.
인간은 블루 문에서 살 수 없을 것이다. 산소의 함량이 높기 때문에 이 별에는 번개로 인한 자연 발화가 자주 발생한다. 이산화 탄소 함량은 지구의 30배로 대기는 숨막히고 덥다. 우리 달과 같이 블루 문은 어머니 행성에 대해 한 쪽 면만을 보인다.
블루 문은 어머니 행성을 16일에 한 바퀴 돌며 8일은 낮이, 8일은 밤이 계속된다. 밤과 낮이 길기 때문에 밤과 낮의 반구 사이에는 강한 기류가 형성되어 있으며 스카이훼일은 대기 밀도 및 이 바람에 힘입어 하늘에 계속 떠 있을 수 있다.
케이프드 스토커라는 이름의 곤충 비슷한 생명체들이 스카이훼일의 천적이다. 이들은 군집 생활을 하며 분업 체계를 갖추고 있다. 척후병들은 스카이훼일을 발견하면 스카이훼일의 몸에 특수한 냄새가 나는 분비물을 뿌리며, 동료들을 많이 데리고 온 뒤 스카이훼일을 하늘에서 추락시킨 뒤 잡아먹는다. 여왕개미 비슷한 스토커는 둥지 내에 있으며 새로운 스토커가 될 알들을 낳는다.
파고다라고 불리는 식물 사이에 거미줄 구조를 쳐 놓는 고스트(식물 비슷한 존재)들은 스토커를 잡아먹고 산다. 일단 스토커가 고스트의 거미줄에 걸리면, 고스트는 촉수를 이용하여 스토커를 집어 올려 입에 넣으며, 산으로 이루어진 위 속에서 소화시킨다.
스카이훼일처럼 카이트로 불리는 거대한 생물들은 캐노피로 가득한 숲 위를 날아다닌다. 이들은 파라솔 비슷하게 생겼으며 몸 길이는 5미터이고, 하늘에 평생 떠서 살아간다. 이들은 해파리 비슷한 촉수를 이용하여 캐노피 정상에 고여 있는 공중 호수 속에 있는 헬리버그 유충을 잡아먹는다. 이들의 먹이가 되는 헬리버그는 삼각형 몸을 지니고 있으며, 눈, 날개, 다리, 입, 혀 모두 세 개씩 있다.
블루 문의 대지 전체는 두 가지 형태의 식물로 덮여 있는데, 하나는 파고다 나무이고 다른 하나는 벌룬 식물이다. 파고다 나무는 서로 엮여서 약 280미터 높이까지 자란다. 이들의 잎은 속이 텅 비어 있고 빗물을 저장할 수 있는 구조로 진화하였는데, 이는 키가 너무 크기 때문에 땅에서 물을 끌어올리기 힘들기 때문이다. 벌룬 식물은 지구의 켈프처럼 씨앗 속에 수소를 채워 짙은 대기 속으로 날려 보낸다.

## 같이 보기
- 자연발생설
- 배종발달설
- 행성 거주가능성
- 테라포밍
- 외계언어
- 미국 항공우주국 우주생물학 연구소
- SETI

## 참고 문헌
- GQ.com : 에일리언이 있다면

1. ↑  
“Alien Worlds: Stinger Fan”. 2008년 6월 24일에 확인함.